# آرا هاکوبیان (نقاش)
آرا هراواردی هاکوبیان (ارمنی: Արա Հրավարդի Հակոբյան؛ زادهٔ ۲ آوریل ۱۹۷۳) نقاش اهل ارمنستان است. 

## زندگی‌نامه
در ۲ آوریل ۱۹۷۳ در ایروان به دنیا آمد و از آکادمی دولتی هنرهای زیبای ارمنستان فارغ‌التحصیل شد. 

## نگارخانه

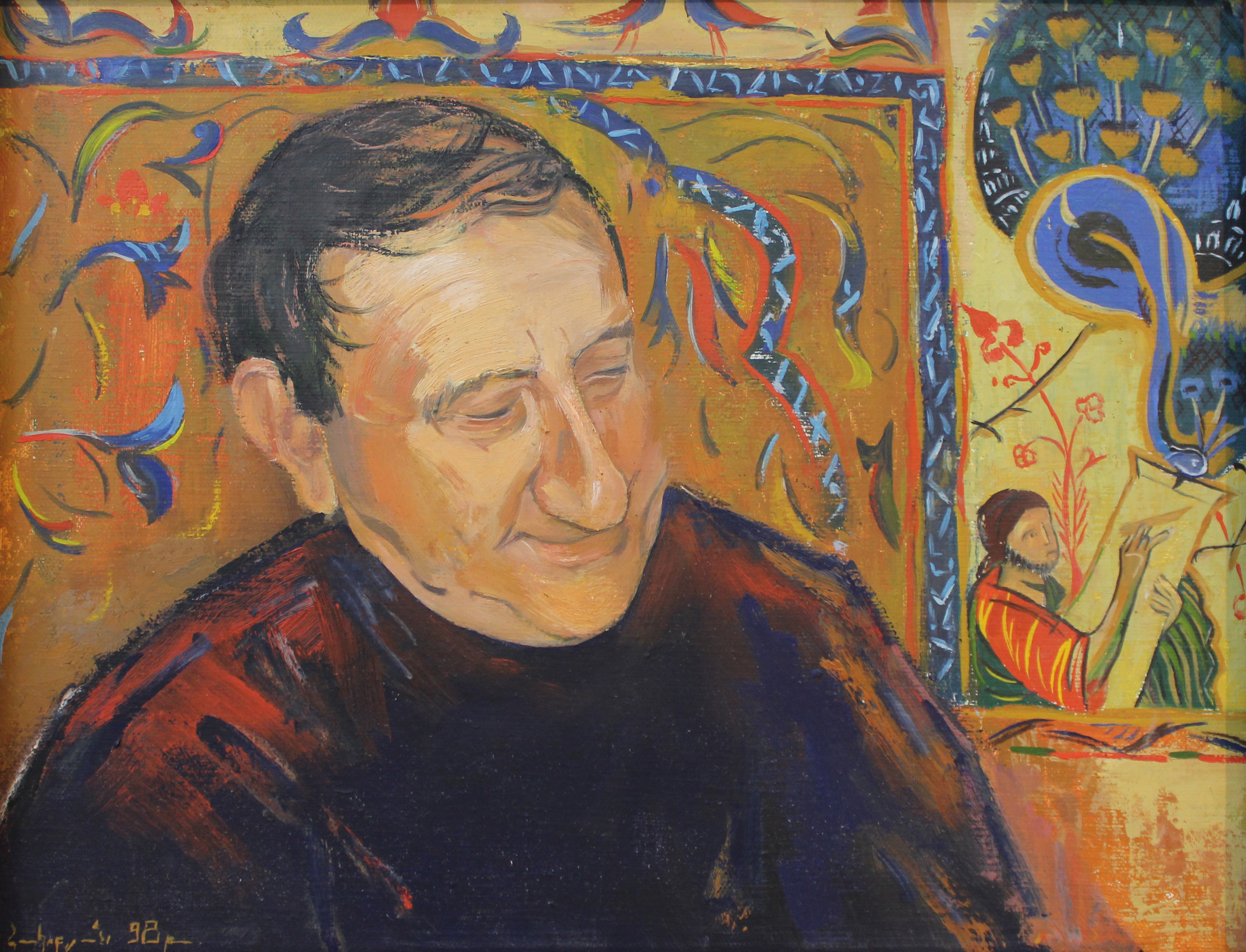
پرتره هراوارد هاکوبیان
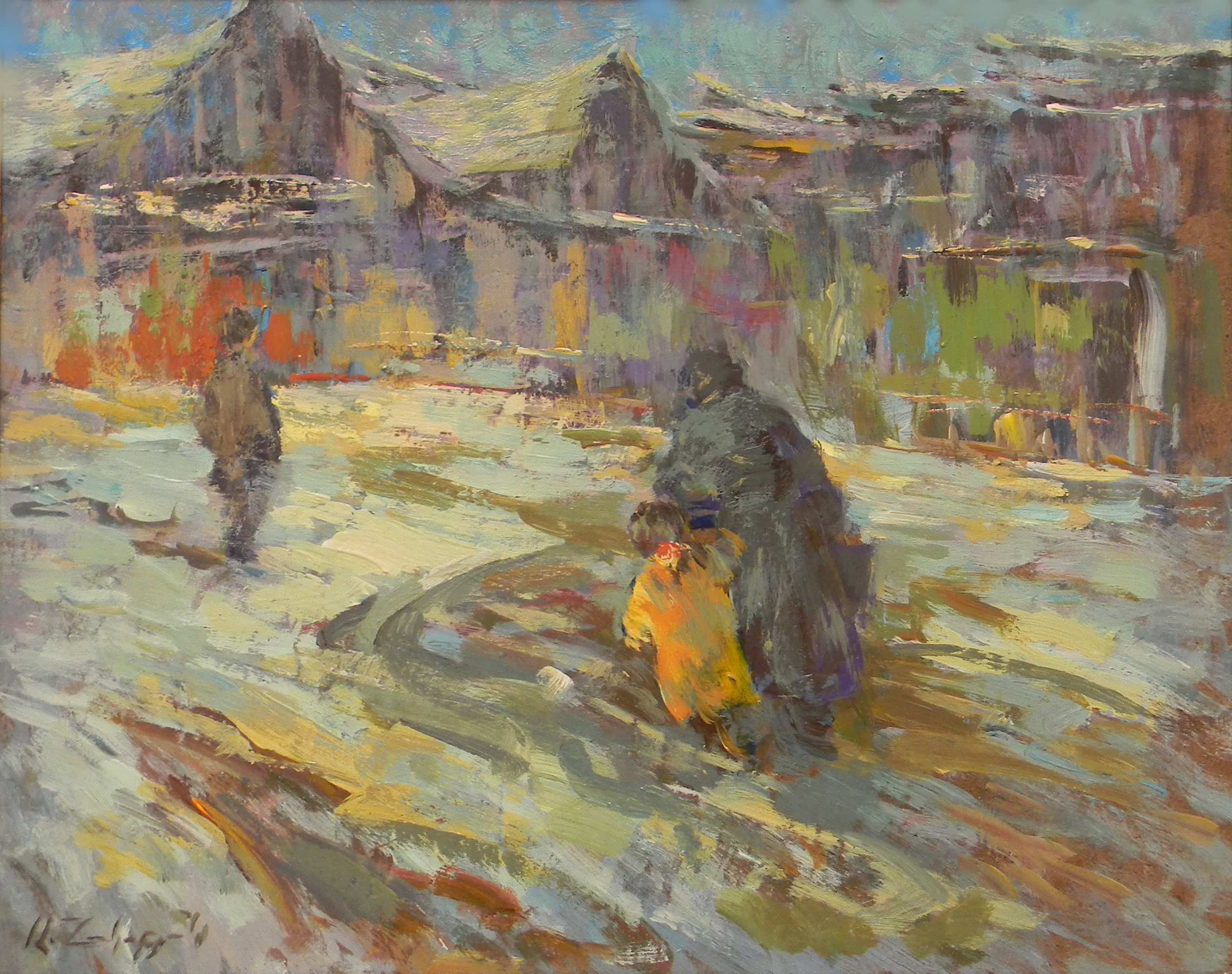
«به سوی خانه"
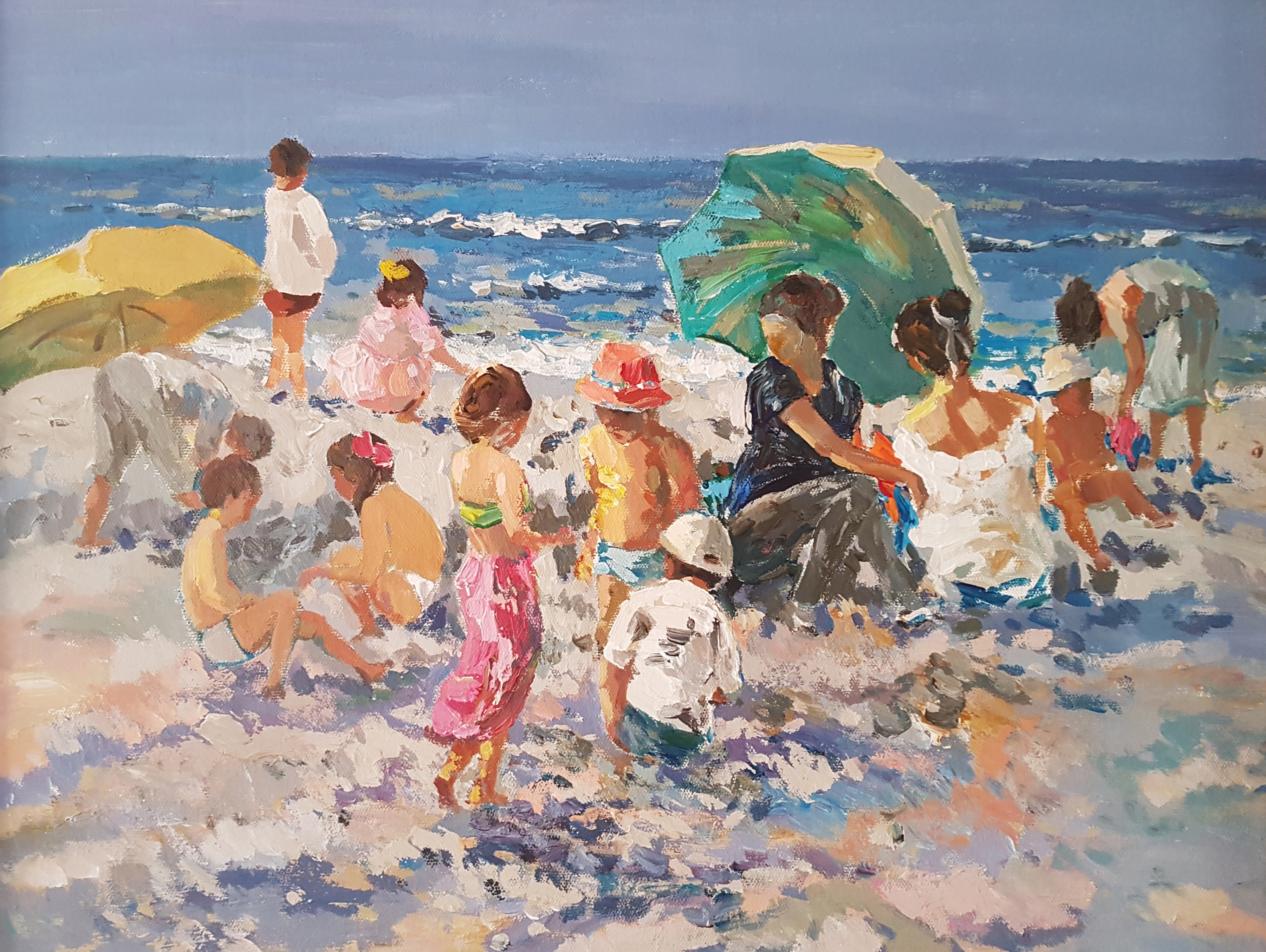
«روز خوش"
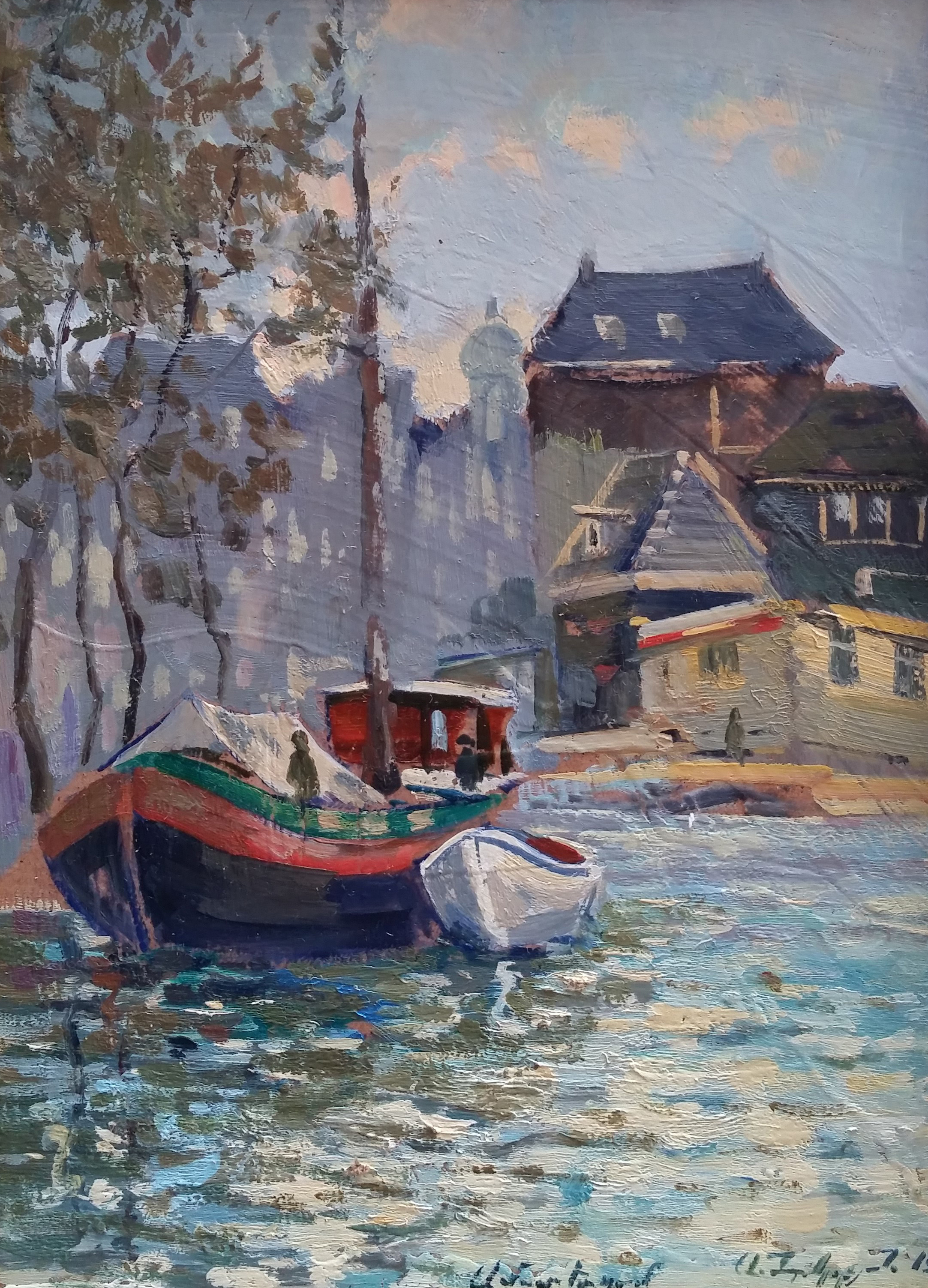
«آمستردام"
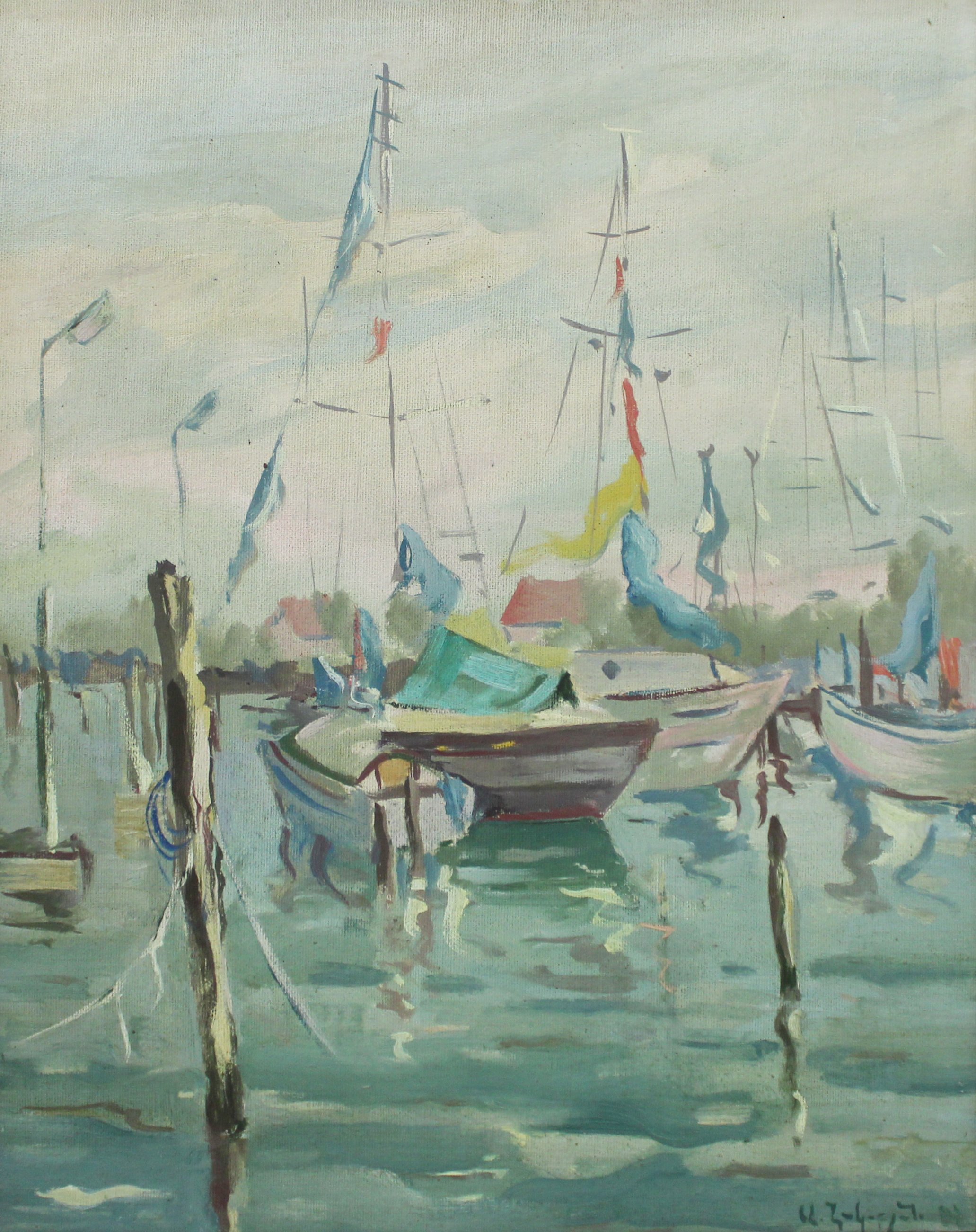
«ونیز"